# 北条煕時
北条 煕時（ほうじょう ひろとき）は、鎌倉時代後期の北条氏一門の武将。鎌倉幕府12代執権（在職：正和元年6月2日（1312年7月6日） - 正和4年7月11日（1315年8月11日））である。
父は北条為時 (政村流)で、第7代執権・北条政村の曾孫にあたる。正室は第9代執権の北条貞時の娘。

## 生涯
弘安2年（1279年）、北条為時の子として生まれる。初名は貞泰（さだやす）、のち煕時に改名。
引付衆などを務めていたが、嘉元3年（1305年）4月に嘉元の乱が起こり、連署の祖父（政村の子で為時の父）時村が内管領の北条宗方に討たれ、続いて宗方が得宗の北条貞時に滅ぼされた。この嘉元の乱では煕時も宗方に命を狙われた。なお、この頃までには貞時の娘と結婚していた。同年、時村に代わって長門・周防両国守護（長門探題）となる。
延慶2年（1309年）3月に引付再編が行なわれて1番頭人となる。4月9日には金沢貞顕と共に寄合衆に加えられ（『金沢文庫古文書』324号）、この頃から煕時は貞時や貞顕らと共に幕政を実質的に主導する立場の1人になった。8月27日には引付1番頭人を辞任している。しかし延慶3年（1310年）2月18日に復職した。
応長元年（1311年）9月に第10代執権の北条師時が死去して連署だった大仏宗宣が第11代執権に就任すると、10月3日に煕時は連署に就任した。10月26日には貞時が死去し、幼少の高時が得宗を継ぐ。正和元年（1312年）5月29日に宗宣が出家すると、6月2日に12代執権に就任。しかし実権は貞時から高時の後見を託された内管領の長崎円喜や得宗外戚の安達時顕に握られていた。また執権在職期間に連署を置く事は無かった。正和2年（1313年）7月には、引付1番頭人の塩田国時、2番頭人の普恩寺基時、4番頭人の大仏維貞がそろって辞任しており、彼らと煕時の間に何らかの確執があった可能性を指摘し、連署不設置もそれが理由ではないかと推測する見解もある。
正和4年（1315年）7月11日に病のため執権職を辞任して基時に譲り、同日に出家して道常と号したが、7月18日に病のために死去した。享年37。
歌人でもあり、『玉葉和歌集』『新後撰和歌集』に煕時の詠歌がある。

## 経歴
※ 日付＝旧暦
- 1293年（永仁元年）7月20日、従五位下左近衛将監に叙任。
- 1295年（永仁3年）10月24日[1]、幕府の引付衆となる。
- 1299年（正安元年）2月28日、従五位上に昇叙。左近衛将監如元。
- 1301年（正安3年）8月22日、評定衆に異動。8月25日、四番引付頭人を兼帯。
- 1302年（乾元元年）11月18日、右馬権頭に転任。9月11日、六番引付頭人に異動。評定衆如元。
- 1304年（嘉元2年）9月25日、五番引付頭人に異動。評定衆如元。12月7日、四番引付頭人に異動。評定衆如元。
- 1305年（嘉元3年）8月1日、三番引付頭人に異動。評定衆如元。8月22日、二番引付頭人に異動。評定衆如元。同年某月某日、京下奉行兼帯。
- 1306年（徳治元年）6月12日、正五位下に昇叙。
- 1307年（徳治2年）1月28日、一番引付頭人に異動。評定衆如元。2月9日、武蔵守に遷任。
- 1309年（延慶2年）4月9日、寄合衆兼帯。
- 1311年（応長元年）10月3日、連署に異動。10月24日、相模守に遷任。
- 1312年（応長2年）6月2日、執権に異動。
- 1315年（正和4年）7月11日、出家。道常を号す。7月18日、卒去。享年37。